# Історія Новоазовська

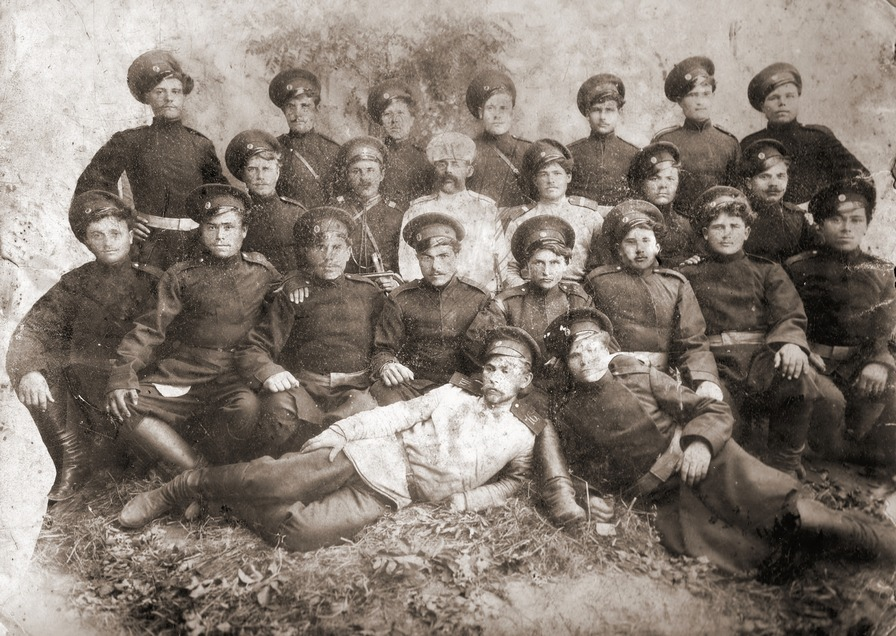

Історія Новоазовська

## Історія Новоазовська

### Земля Війська Донського
Перші поселення на території міста виникли в 1768 році коли військовий старшина Семен Сєдов по праву сторону річки Грузький Еланчик заснував хутір і заселив його селянами (х.Седов), на південь від до берега моря і гирлі річки хутір Еланчик. Ліворуч хутір Яковлєв, і хутір урядника Циплакова А.М .
Ці три хутора значаться на карті датується 1820 р з них то і утворилася надалі станиця. Вище, в 5 верстах по річці на тій же картки стягуються хутора квартмейстера Гнутова і осавула Ремізова.

### Революція 1917-1922
12 січня 1918 року за підтримки сил Червоної армії в станиці було утворено Раду робітничих, селянських і козацьких депутатів С. Щербаков, І. О. Власов, Є. О. Бородін, С. Н. Чаус, О. У. Кузеря, П. Д. Бережний, Ю. М. Верещак. Головою виконкому обрали М. Савенка.  На сході було оголошено встановлення радянської влади. І згідно Ленінському «декрету про землю» рада розпочала відбирати у козаків інвентар, землі, майно. Останньою краплею в терпінні козаків, стала поділ порадами овечих отар належали козакам.
Відомі уродженці Новоазовська учасники Революції 1917-1922 років:
- Назаров Федір Дмитрович
- Дьяков Василь Аврамович
- Ажинов Василь Олександрович
- Зубов Микола Григорович
- Курбатов Анатолій Андрійович
- Сагацкій Іван Васильович
- Сагацкій Іван Іванович
- Хрещатицький Борис Ростиславович

### Донецько-Криворізька радянська республіка
12 лютого 1918 року станиця увійшла до складу Таганрозького району ДКР. 17 березня 1918 року, що пішов у підпілля козацьке правління заволала козаків станиці до повстання. У той же час, з боку м Маріуполя на Дон просувався загін Дроздовського М.Г. Назустріч йому були послані делегати від козаків станиці, з проханням про допомогу. Увійшовши в станицю загоном Дроздовського був ліквідований рада, особливо активні члени ради 15 чоловік були розстріляні.

### Донська республіка
Ось як описує встановлення влади Донської республіки в станиці генерал Дроздовський 18 квітня 1918 року:
```
«Зустріч в станиці, першої станиці Війська Донського, захоплене ставлення козаків, приховане недоброзичливість і страх минулого, іногороднього. Козаки понадівали погони, лампаси, шпалерами піша і кінна сотня, віддання честі, військовий вигляд; ворожнеча між половинами населення - минулого більше. Козаки дуже згуртовані, багато вище за якостями, особливо бойовим. Станиця взагалі одна з найкращих, не було пограбувань, заважали іншим. Довга політика з нашим приходом вилилася назовні. Енергійно стали заарештовувати винних в більшовизмі, комітетчиків. Колона віддає честь, "ура!", Рапорт офіцера.
Сильний запах квітів, пече сонце ...
Відновлено козацьке самоврядування, отаман, виборні, судді. Сформували самі полки. Продовжують організовуватися.
Вести про становище і хороші і погані: майже вірно, що Фетисов у Новочеркаська веде бій, але, здається, без артилерії, що загін  корниловцев в бою у Тихорецької збили, йдуть далі, тепер відомості, що бій у Батайска. У Великокнязівської - похідний отаман Попов. 
Погані відомості - німці йдуть на Таганрог. Телеграма до вечора більшовиків відчайдушна, що йдуть в Азовське море, залишаючи місто, так як від Ростова відрізані, німці в трьох верстах на північ від Таганрога, вони в пастці ... Для мене важливе питання, ким відрізані від Ростова - німцями або корниловцами ?!
Вирішили спішно йти на Федорівку. Швидше вперед, не дати більшовикам оговтатись. Швидше на з'єднання. Хоча сильно хотілося постояти - козаки виключно привітні. Тільки що повідомили: в добровольці записалося 44 жінки !!! Я переможений ...
Багато добровольців з простих козаків - відразу видно, воїни.
Але ж за родом заняття - ті ж селяни, як і солдати.
Станиця багата. Прекрасні чисті будинки, переважно кам'яні, обстановка з запитами культури. Сади, все цвіте.
Особливе почуття - перша станиця. Ми у межі поставленої мети. Інші люди, інше життя ... Багато переживань - щось чекає попереду. 
Більшовики, мабуть, скрізь біжать, усюди у них паніка ...
У станиці і сусідніх селищах йде обеззброєний неказачьего населення.
Тюрма поповнюється з усіх закутків. Козаки тягнуть за зябра вчорашніх володарів - колесо історії крутиться.
Багато ватажків розстріляно ...
[
2
]

18 квітня.
```

У станиці знову встановилося козацьке правління. Була оголошена мобілізація козаків з 18 до 45 років, сформований полк з козаків станиці, також в полк увійшли «зелені» козаки із селян хуторів станиці. Формуванням полку безпосередньо займався козак станиці, майбутній полковник Ф.Д.Назаров, тоді ще в званні прапорщика (прім.см. »Десант полковника Назарова») Козачий полк станиці Новомиколаївської влився до складу загону Дроздовського і відправився під Царицин.

### Вільна територія
Наприкінці лютого 1919 року бійці РПАУ спільно з повстанським батальйону Маріупольських робочих під командуванням Матвія Морозова в результаті запеклого бою зайняли станицю. 
Станом на 23 січня станиця утримувалася повстанцями які тримали тут лінію фронту і вели запеклі бої з донськими козаками. Після входження частин РПАУ до складу Червоної армії як 3-й Задніпровської дивізії становище повстанців не поліпшилося так як червоне командування не виділяло махновцям ні зброї ні обмундирування. У цей період населений пункт переходив з рук в руки.
В кінці березня махновців в черговий раз вибили зі станиці Новомиколаївської про це повідомляла білогвардійська газета "Вільна Кубань" від 3 (16) квітня 1919 писала: 
```
Доблесна кіннота генерала Шкуро 30 березня захопила селища і станцію Оленівка, а після запеклого бою опанувала станцією 
Новотроїцької і Новомиколаївське. У цьому бою доблесні терція оточили колону піхоти противника і, перебивши з кілька сот червоних, захопили багато полонених, гармат, кулеметів і обози. Крім того, повністю захоплений весь командний склад і штаб 3-го резервного Радянського полку.
[
4
]
```

12 квітня загін махновців знову зайняв Новомиколаївку в якій він потрапив в оточення ось як описує картину бою в Новоазовську політком Ступаков Михайло: 
```
12 квітня о 5 годині ранку я виступив в Новониколаевку в Новомиколаївки ми били оточені ворогом з усіх боків кавалерією і Піхота при бронеавтомобілі і тридюймовим гармати і кулеметах, а у нас були берданки і один зіпсований кулемет , з якого ніудалось вистрілити не одного патрона. Мені вдалося прорватися з декількома червоноармійцями і дістатися до ст. Волноваха.
```

На початку квітня махновці були вибиті з Новоазовська. 26 квітня махновці знову зайняли Новоазовськ.  Станом на 20 травня Новоазовськ утримували бійці РПАУ.
На початку літа 1919 повстанці остаточно покинули Новоазовськ.
16 жовтня 1919 року в ході боїв за Донецький басейн вислана Вдовиченком 2-я кавбригада Азовського корпусса РПАУ звільнила Новоазовськ від Добровольчої армії генерала Денікіна. 18 жовтня частини отомана Шкуро вибили бійців Азовського корпусу РПАУ з Новоазовська.
В тилу білогвардійців у партизанських загонах боролися новомиколаївці Л. А. Цибуля, П. Д. Бережний, Ф. Ф. Линник, П. П. Хмелевський.

### Донецька губернія УРСР
У грудні 1919 року Новоазовськ був зайнятий 1-ї Кінної армії Будьоного в станиці був створений ревком, червоні проводили терор проти мирного населення багатьох розстріляних козаків кидали в колодязь в районі Широкої балки. До 1920 року станиця була знекровлена з козачого населення залишилися жінки, люди похилого віку і діти. Частина чоловічого населення пішли з загоном Дроздовського багато з яких загинули під Царіцином. Частина боролася в криму в Російській армії генерала Врангеля. Сотня козаків на чолі з Е. Ритніковим приєдналися до РПАУ. Деяких мобілізували в Червону армію.
Станицю заселялися прийшлі з бідних селян і пролетаріату найближчих міст і сіл.
У липні 1920 року, відбулося ще одна значна подія в історії станиці по періоду громадянської війни. Пов'язане з десантом загону полковника Ф.Д.Назарова.
Висадившись на Кривий Косі 9 липня 1920 року, загін Назарова увійшов в станицю Ново-Миколаївську. У загоні як і сам Федір Дмитрович Назаров, було багато місцевих козаків, які знали місцевість як свої п'ять пальців. Назаров наказав створити пости навколо станиці виходячи з більш зручних і вигідних позицій, на випадок появи загонів червоних. Також на х.Коса був створений артилерійський форпост на випадок висадки червоних з моря.
У станиці був заарештований рада, оголошений загальний сход жителів на якому Назаров виступив з відозвою про повстання проти більшовиків. У загін записувалася молодь починаючи з 16 річного віку і люди похилого віку здатні тримати зброю. Звістка про загін Назарова прокотилася по окрузі, підтяглися козаки з низових хуторів і сіл. Загін зріс з 800 до 1500 бійців. Назаров в станиці користувався повагою і мав авторитет серед козаків, багато боролися під його початком в вісімнадцятому, дев'ятнадцятому році. Для станиці він був легендарною особистістю.
Назаровци оборонялися до 14 червня після чого покинули станицю.
Після рейду Назарова, в станицю прибули загони ЧОП з г.Таганрог. Виявлялися учасники та пособники загону Назарова. Проводилися арешти і репресії.
В середині 1920 року грянула продрозкладка, і без того зубожіла станицю продзагони оббирали до нитки. Казакі станиці і хуторів надавали масовий спротив, але їх спроби жорстоко придушувалися загонами ЧОП, до складу якої входили і «свідомі« жителі станиці. Як наслідок, в 1921 році грянув голод. Зимою 1921 року, за розповідями очевидців, можна було бачити таку картину: уздовж дороги ведуть на хутір Стрілка всюди трупи померлих від голоду.
У 1923 році станицю Новониколаевскую, за вказівкою Маріупольського міськвиконкому перейменували в Будьоновку, в честь червоного командарма С.М.Будьонного. Згідно лінії більшовиків, жителів стали зганяти до колгоспів, землю націоналізували, одноосібників обклали непомірними податками, колись процвітаюча станиця занепала. У 1929 році почалася масова колективізація, ради запекло боролися з заможними одноосібниками, вироблялося вилучення сільгосп інвентарю, худоби, коней на користь організованих колхозов. Проводилась програма боротьби з «куркульством».

### Сталінська область
У 1934 році взимку за програмою боротьби з релігією, з храму Св.Миколая були скинуті дзвони, майно церковне конфіскували, влітку того ж року храм був підірваний.

### Друга світова війна
- Поляков Іван Олексійович
- Кононов Іван Микитович

## Війна на сході України
27 серпня 2014 в місто увійшли російські підрозділи і була оголошена влада «ДНР». 28 серпня розвідувальна група батальйону «Дніпро-1» натрапила на передовий підрозділ кадрової російської армії після заходження на територію України. В тому бою загинули молодші сержанти Олександр Мітягін та Дмитро Пермяков.
23 грудня поблизу Новоазовська російська диверсійно-розвідувальна група при пересуванні по контрольованій бойовиками території — після ексфільтраціі з земель, контрольованих українськими військами, потрапила в засідку. У зіткненні з підрозділом українських партизанів кілька російських військових ліквідовано, командир диверсійно-розвідувальної групи важкопоранений пострілом з 40-мм підствольного гранатомета ГП-25. 29 січня 2015 року в Новоазовську біля свого будинку партизани загону «Тіні» ліквідували «начальника поліції» «ДНР» О. Моргуна, колишнього начальника УВС Маріуполя — з гранатомета.